# Bijeljina
Bijeljina é uma cidade da Bósnia e Herzegovina. Em 2008 a cidade possuía 41 600 habitantes. Bijeljina é atualmente a sétima maior cidade do país.